# Ilybius fenestratus
Ilybius fenestratus (лат.) — вид жесткокрылых семейства плавунцов.

## Описание
Жук средних размеров, в длину достигающий 11,5-12 мм. Боковые лопасти заднегруди узкие, почти в пять раз длиннее своей ширины. Тело имеет бронзово-бурую окраску, бока светлее. Каждое из надкрылий с двумя жёлтыми пятнышками.

## Экология
Обитает в чистых водоёмах.

## Распространение
Встречается в Европе, Западной и Восточной Сибири, а также Кыргызстане.